# Astrolobasläktet
Astrolobasläktet (Astroloba) är ett växtsläkte i familjen afodillväxter. Släktet innehåller 12 arter och förekommer naturligt i Sydafrika. Några arter odlas som krukväxter i Sverige. De skiljer sig från det närstående haworthiorna (Haworthia) genom sina symmetriska blommor.

## Arter
- Astroloba bullulata[3]
- Astroloba cremnophila[1]
- Astroloba congesta[3]
- Astroloba corrugata[3]
- Astroloba foliolosa[3]
- Astroloba herrei[3]
- Astroloba pentagona[1]
- Astroloba robusta[1]
- Astroloba rubriflora[3]
- Astroloba spiralis[3]
- Astroloba spirella[1]
- Astroloba tenax[1]

## Bildgalleri

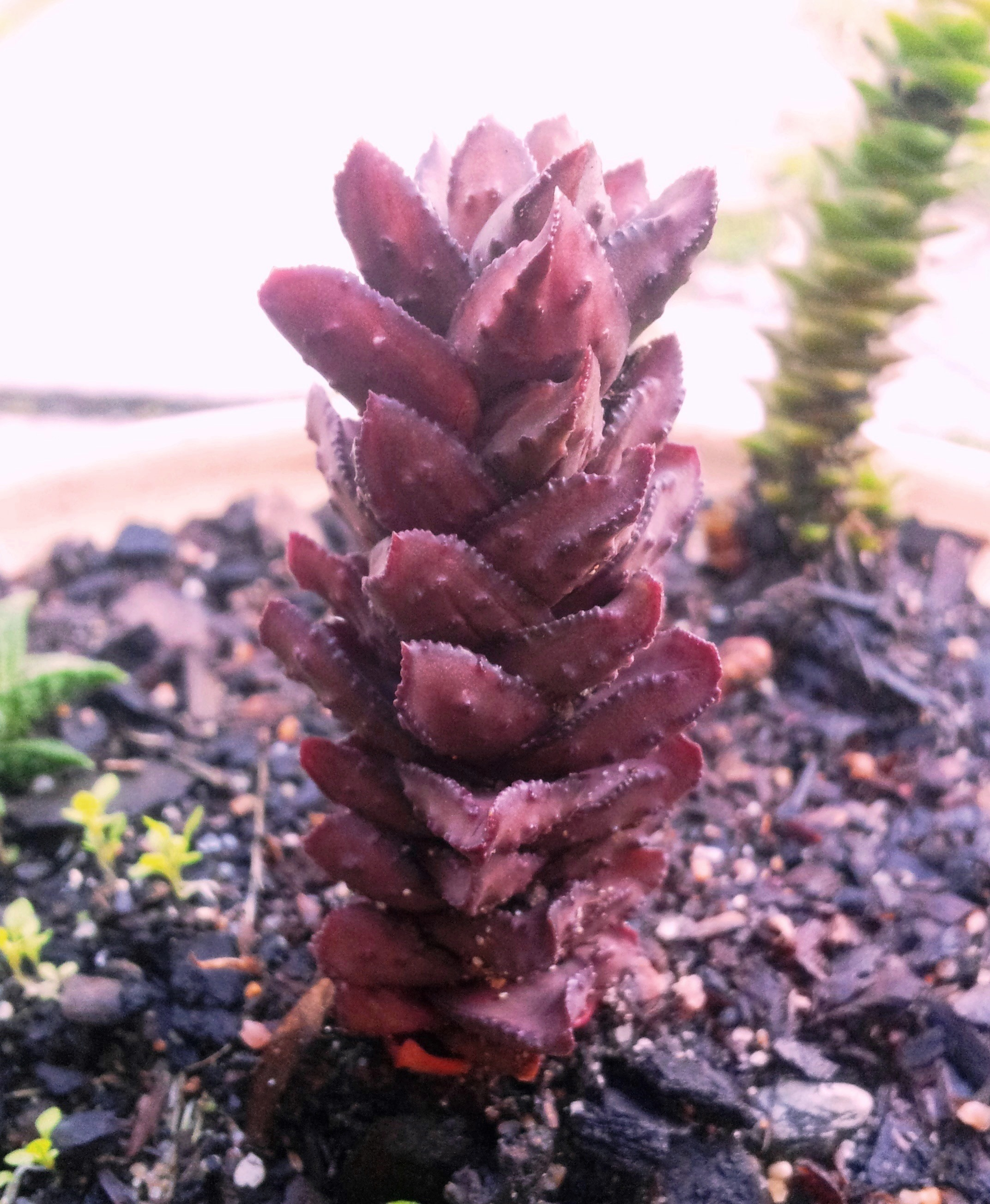
Astroloba bullulata
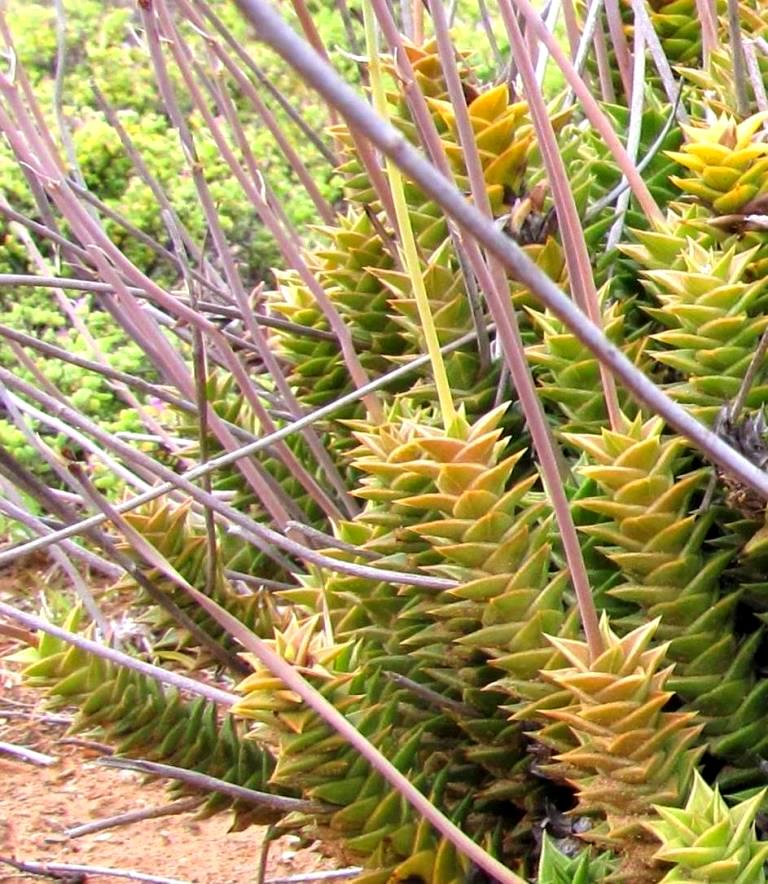
Astroloba foliolosa
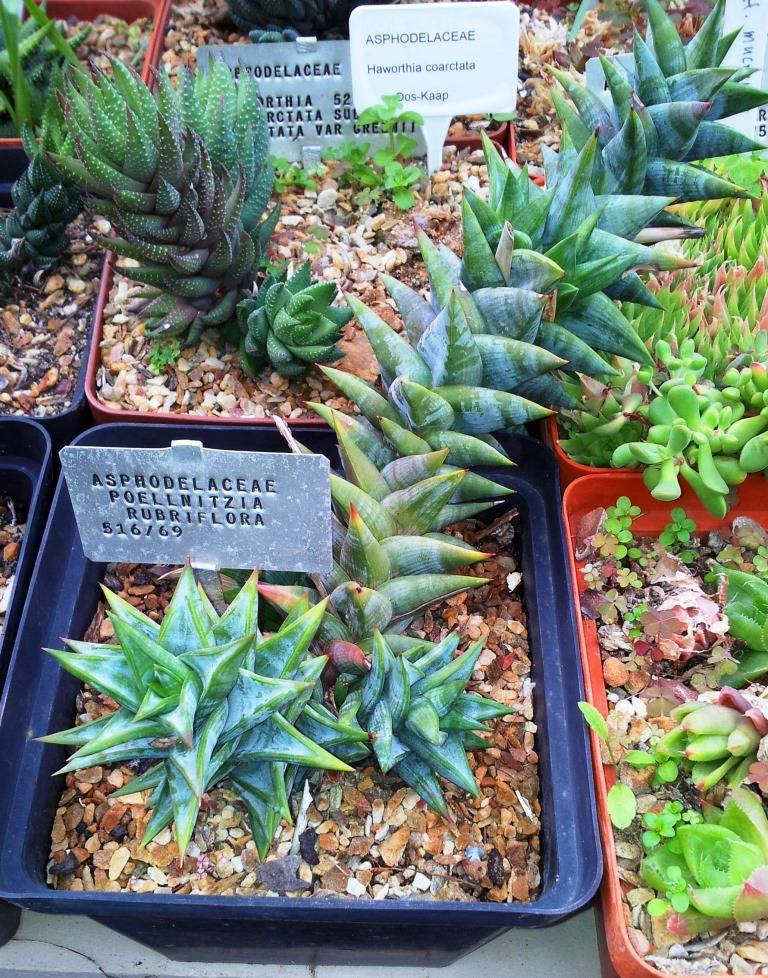
Astroloba rubriflora
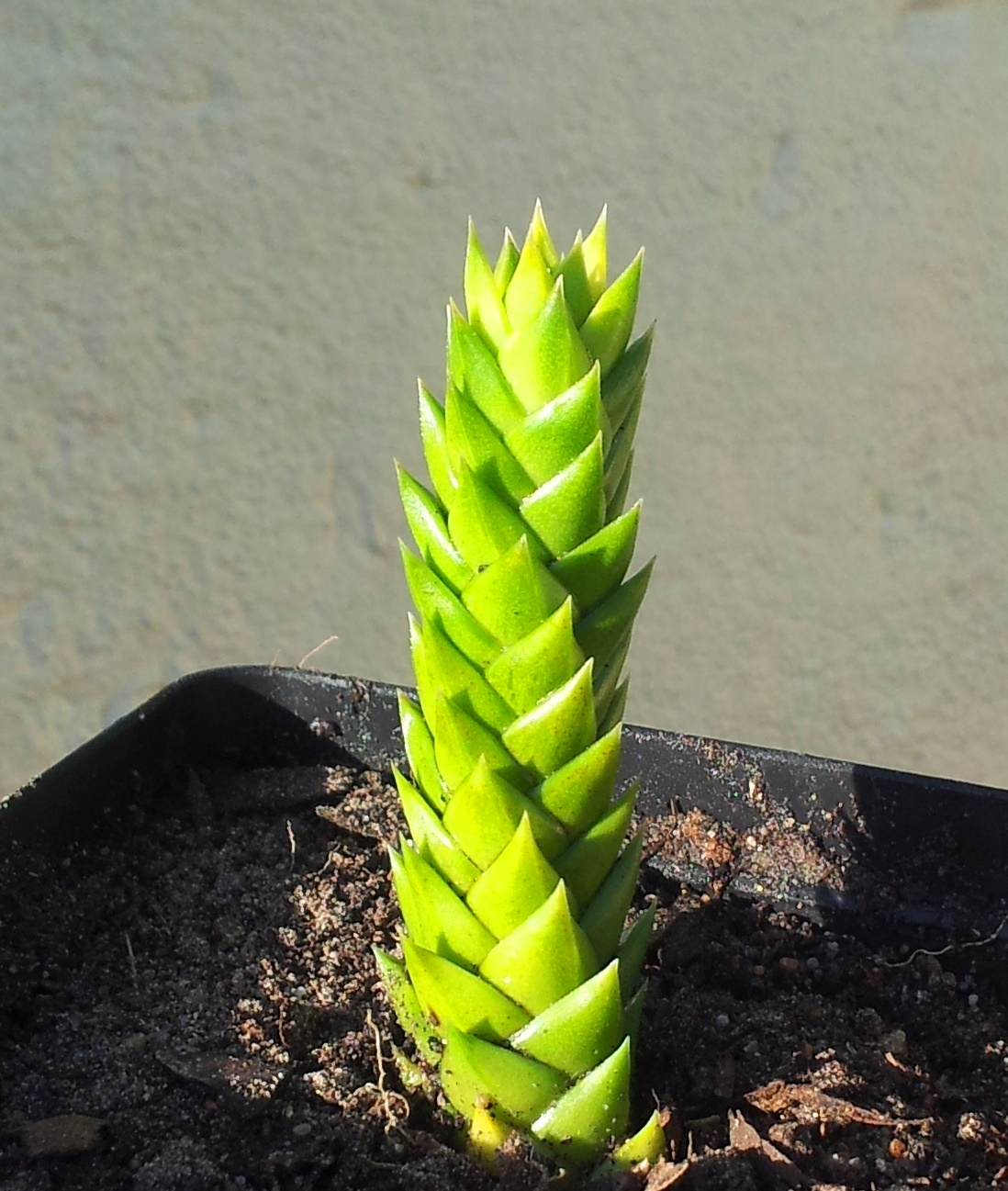
Astroloba spiralis